# La mar no és blava
La mar no és blava és una pel·lícula eròtica dirigida per Conrad Son. Va ser guardonada com la millor pel·lícula soft al Festival Internacional de Cinema Eròtic de Barcelona 2005, millor pel·lícula eròtica a Brussels European Awards 2006, millor director europeu per Conrad Son, millor actriu de repartiment per Evita de Luna i millor actriu per Salma de Nora.

## Argument
Narra la història d'uns amors passionals i de vegades impossibles, d'un home, Miquel, que es llença a la mar per oblidar i es deixa portar pel vent i els seus instints. Miquel és un poeta frustrat, un home gris que ha fracassat en la seva vida sentimental i que es desfoga amb els seus poemes. En un port coneix a Eva, una noia que veu en Miquel l'home sensible i apassionat que sempre havia buscat.

## Actors
Salma de Nora, Conrad Son, Minerva Pons, Leyla del Sol, Eva Morales, Raquel Cueto, Evita de Luna, Peter Rolf Schmidt, Pierre Jourdain, Conrad C. Caballé.